# Brunei na Letnich Igrzyskach Olimpijskich 1996
Brunei na Letnich Igrzyskach Olimpijskich 1996 reprezentował jeden zawodnik.

## Skład kadry

### Strzelectwo
- Abdul Hakeem Jefri Bolkiah